# Finale della Coppa dei Campioni 1969-1970 (hockey su pista)
La finale della 5ª edizione della Coppa dei Campioni fu disputata in gara d'andata e ritorno tra gli spagnoli del Reus Deportiu e i connazionali del Voltregà. Con il punteggio complessivo di 12 a 5 fu il Reus Deportiu ad aggiudicarsi per la quarta volta il trofeo.

## Le squadre
| Squadre       | Partecipazioni precedenti (il grassetto indica la vittoria) |
| ------------- | ----------------------------------------------------------- |
| Reus Deportiu | 1967, 1968, 1969                                            |
| Voltregà      | 1966                                                        |

## Il cammino verso la finale
Il Reus Deportiu in qualità di detentore del trofeo fu escluso dal partecipare al primo turno e ai quarti di finale; in semifinale ebbe la meglio sui portoghesi del Porto. Il Voltregà invece eliminò agevolmente la compagine belga del Royal Sunday nel primo turno con un punteggio complessivo di 35 a 10, gli italiani del Novara ai quarti di finale e, in semifinale, i francesi del Gujan-Mestras.

## Tabellini

### Andata
| Reus 12 settembre 1970 | Reus Deportiu | 12 – 5 | Voltregà |  |

| Reus Deportiu |  |                    |
|               |  |                    |
| P             |  | Santiago Garcia    |
| E             |  | Manuel Boronat     |
| E             |  | Maxim Fallada      |
| E             |  | Albert Montala     |
| E             |  | Jose Rabassa       |
| E             |  | Joan Sabater       |
| E             |  | Joan Salvat        |
| E             |  | Joaquin Vilallonga |
| Allenatore:   |  |                    |
| Andres Borras |  |                    |

| Voltregà    |  |                    |
|             |  |                    |
| P           |  | Miguel Cabanas     |
| E           |  | Luciano Camprubi   |
| E           |  | Francesc Ferrer    |
| E           |  | Humbert Ferrer     |
| E           |  | Ramon Nogue        |
| E           |  | Josep Maria Ordeig |
| E           |  | Miquel Recio       |
| P           |  | Segismundo Sala    |
| Allenatore: |  |                    |
|             |  |                    |

### Ritorno
| Sant Hipòlit de Voltregà 19 settembre 1970 | Voltregà | 8 – 6 | Reus Deportiu |  |

| Voltregà    |  |                    |
|             |  |                    |
| P           |  | Miguel Cabanas     |
| E           |  | Luciano Camprubi   |
| E           |  | Francesc Ferrer    |
| E           |  | Humbert Ferrer     |
| E           |  | Ramon Nogue        |
| E           |  | Josep Maria Ordeig |
| E           |  | Miquel Recio       |
| P           |  | Segismundo Sala    |
| Allenatore: |  |                    |
|             |  |                    |

| Reus Deportiu |  |                    |
|               |  |                    |
| P             |  | Santiago Garcia    |
| E             |  | Manuel Boronat     |
| E             |  | Maxim Fallada      |
| E             |  | Albert Montala     |
| E             |  | Jose Rabassa       |
| E             |  | Joan Sabater       |
| E             |  | Joan Salvat        |
| E             |  | Joaquin Vilallonga |
| Allenatore:   |  |                    |
| Andres Borras |  |                    |